# 20264 Chauhan
A 20264 Chauhan (ideiglenes jelöléssel 1998 FV20) a Naprendszer kisbolygóövében található aszteroida. A LINEAR projekt keretében fedezték fel 1998. március 20-án.